# 100 mètres féminin aux championnats du monde d'athlétisme 1995
Navigation
Stuttgart 1993 Athènes 1997
L'épreuve du 100 mètres féminin des championnats du monde d'athlétisme 1995 s'est déroulée les 6 et 7 août 1995 à l'Ullevi Stadion de Göteborg, en Suède. Elle est remportée par l'Américaine Gwen Torrence dans le temps de 10 s 85.
Les trois futures médaillées se retrouvent dans la même demi-finale et y établissent leurs meilleurs temps de la saison. La Grecque Ekateríni Thánou, cinquième de cette course, est éliminée en ayant réalisé le même temps que l'athlète vainqueur de la deuxième demi-finale. La finale est remportée par Gwen Torrence, qui obtient là sa septième médaille mondiale, avec 9 centièmes d'avance sur Merlene Ottey, qui pour sa part arrive ainsi à un record de 11 médailles.

## Résultats

### Finale
| Rang               | Athlète            | Pays       | Temps        | Réaction |
| ------------------ | ------------------ | ---------- | ------------ | -------- |
| Médaille d'or      | Gwen Torrence      | États-Unis | 10 s 85      | 0 s 135  |
| Médaille d'argent  | Merlene Ottey      | Jamaïque   | 10 s 94      | 0 s 145  |
| Médaille de bronze | Irina Privalova    | Russie     | 10 s 96      | 0 s 233  |
| 4                  | Carlette Guidry    | États-Unis | 11 s 07      | 0 s 193  |
| 5                  | Zhanna Pintusevich | Ukraine    | 11 s 07      | 0 s 127  |
| 6                  | Melanie Paschke    | Allemagne  | 11 s 10      | 0 s 141  |
| 7                  | Mary Onyali        | Nigeria    | 11 s 15 (SB) | 0 s 128  |
| 8                  | Juliet Cuthbert    | Jamaïque   | 11 s 44      | 0 s 143  |

### Demi-finales
| Rang | Athlète                | Pays       | Temps   | Notes |
| ---- | ---------------------- | ---------- | ------- | ----- |
| 1    | Gwen Torrence          | États-Unis | 10 s 84 | SB    |
| 2    | Merlene Ottey          | Jamaïque   | 10 s 85 | SB    |
| 3    | Irina Privalova        | Russie     | 10 s 90 | SB    |
| 4    | Zhanna Pintusevich     | Ukraine    | 11 s 09 |       |
| 5    | Ekateríni Thánou       | Grèce      | 11 s 09 |       |
| 6    | Liliana Allen          | Cuba       | 11 s 24 |       |
| 7    | Christy Opara-Thompson | Nigeria    | 11 s 37 |       |
| 8    | Sanna Hernesniemi      | Finlande   | 11 s 51 |       |

| Rang | Athlète              | Pays       | Temps   | Notes |
| ---- | -------------------- | ---------- | ------- | ----- |
| 1    | Carlette Guidry      | États-Unis | 11 s 09 |       |
| 2    | Melanie Paschke      | Allemagne  | 11 s 13 |       |
| 3    | Juliet Cuthbert      | Jamaïque   | 11 s 13 |       |
| 4    | Mary Onyali          | Nigeria    | 11 s 19 |       |
| 5    | Celena Mondie-Milner | États-Unis | 11 s 24 |       |
| 6    | Melinda Gainsford    | Australie  | 11 s 29 |       |
| 7    | Beverly McDonald     | Jamaïque   | 11 s 31 |       |
| 8    | Yekaterina Leshchova | Russie     | 11 s 34 |       |

## Légende
Records et Performances
- AR : Record continental (area record)
- CR : Record des championnats (championship record)
- MR : Record du meeting (meet record)
- NR : Record national (national record)
- OR : Record olympique (olympic record)
- PR : Record paralympique (paralympic record)
- PB : Record personnel (personal best)
- SB : Meilleure performance personnelle de la saison (season's best)
- WL : Meilleure performance mondiale de l'année (world leader)
- WJR : Record du monde junior (world junior record)
- WR : Record du monde (world record)

Circonstances et Conditions
- DNF : N'a pas terminé (did not finish)
- DNS : N'a pas pris le départ (did not start)
- DQ : Disqualification (disqualification)
- NM : Aucun essai valable enregistré (No Mark)
- Q : Qualifié « directement » au prochain tour (ou à la prochaine compétition), lors d'une compétition majeure, grâce au classement ou à la réalisation des minima (automatic qualifier)
- q : Qualifié au prochain tour (ou à la prochaine compétition), lors d'une compétition majeure, grâce au repêchage ou à la réalisation de l'une des meilleures performances parmi celles des « non qualifiés directement » (grâce au meilleur temps ou à la meilleure distance par exemple) (secondary qualifier)